# 多羅間俊彦
多羅間 俊彦（たらま としひこ、1929年〈昭和4年〉3月24日 - 2015年〈平成27年〉4月15日）は、日本の旧皇族で日系ブラジル人。東久邇宮稔彦王の第4王子。母は、明治天皇第9皇女・聡子内親王。旧名、俊彦王（としひこおう）。皇籍離脱前の身位は王で、皇室典範における敬称は殿下。兄に盛厚王、師正王、彰常王がいる。明治天皇の女系の孫であり、明治天皇の孫としてはもっとも年少。

## 人物・来歴
1929年（昭和4年）3月24日、東久邇宮稔彦王と同妃聡子内親王の第4王男子として生まれる。
学習院に学び、陸軍予科士官学校へ進むが、在校中に太平洋戦争（大東亜戦争）敗戦を迎える（61期、陸士最後の期）。
1947年（昭和22年）10月14日、皇室典範第11条1項により、皇籍離脱。後に当人は「皇籍を剥奪されても、特に何も感じませんでした。これでようやく身軽になれると思いました」と語っている。
1949年頃、長年ブラジルで暮らしていた外交官多羅間鉄輔の未亡人多羅間キヌの養子となる話が持ち上がった。1950年秋に、慶應義塾大学法学部政治学科を卒業してからは、ポルトガル語の勉強を始めた。両親は、ブラジル行きには強く反対しなかったという。1951年にブラジルに移住。キヌが所有していたサンパウロ郊外のリンスのコーヒー園を10年間ほど経営したのち、サンパウロに移り、ブラジル日本文化福祉協会理事会の副会長を務めるなど日系ブラジル人社会の中で活躍した。沖縄県出身の移民の資産家の娘と結婚した。夫人はブラジルで生まれたが、戦時中には沖縄での地上戦を経験し、そこで祖父を亡くしている。一男を授かった後、1970年にブラジルに帰化した。
ブラジル移住後も、皇室及び東久邇家との関係は深かった。三笠宮崇仁親王とは年賀状の遣り取りをする間柄であった。敬宮愛子内親王と悠仁親王の誕生の際には現地祝賀会で祝辞を述べ、高円宮憲仁親王の薨去の際には 東久邇信彦を通じて弔意を伝えた。
同じ学習院出身だった作家の三島由紀夫とも親交があり、三島が1952年（昭和27年）に初の世界一周旅行でブラジルのリンスを訪れた際は、多羅間の農園に滞在した（三島の紀行記『アポロの杯』参照）。
2008年（平成20年）6月、日本人ブラジル移住100周年記念式典出席のため訪伯した当時の皇太子徳仁親王が、イビラプエラ公園内の日本館と開拓先没者慰霊碑を訪れた際、案内役の一人として出迎えた。
2015年（平成27年）4月15日、心臓発作のため、ブラジル・サンパウロの自宅で逝去。86歳没。

## 栄典
- 1940年（昭和15年）8月15日 - 紀元二千六百年祝典記念章[6]

## 家族
- 祖父：久邇宮朝彦親王
- 祖母：寺尾宇多子
- 外祖父：明治天皇
- 外祖母：園祥子
- 実父：東久邇宮稔彦王（東久邇稔彦）
- 実母：稔彦王妃聡子内親王（泰宮聡子内親王、東久邇聡子）
- 兄：盛厚王（東久邇盛厚）、師正王、彰常王（粟田彰常）
- 妻：多羅間勝子（ポルトガル語: Alice Katsuco Hanashiro Tarama、花城清安次女。花城は1926年に沖縄からブラジルに移民した日系1世で、バナナ栽培で成功した日系人社会の重鎮[7]）
- 子：多羅間稔彦（ポルトガル語: Alfredo Tarama）
- 養父：多羅間鉄輔（元外交官。山口県で生まれ、山口高等学校 (旧制)、東京正則国民英学会卒業後、1903年にスペインに留学、1906年より外務省書記生としてスペインで暮らし[8]、1914年在ブラジル日本公使館に転任、1923年バウル領事に就任し、1929年退官。1922年よりリンスでコーヒー園経営を始めていたが、1929年にコーヒーが暴落して厳しい生活を送り、1942年に失意のうちに病死[3]）
- 養母：多羅間キヌ（群馬県渋川の吉田小源太三女。日本女子大学教育学部卒[3]。夫の没後も農園を続け、子がなかったため俊彦を養嫡子とした[3]）